# Towhidi Tabari
Towhidi Tabari  (Persa: توحیدی طبری, Árabe: Tawhidi Al-Tabari توحیدی الطبری) nome de nascimento Ali Towhidi; nascido a 15 de junho 1974 é um artista iraniano cuja especialidade é a caligrafia, pintura e iluminura persa. Nascido na cidade de Babol, na província iraniana do Mazandaran. Atualmente reside em Paris, França, onde criou a primeira Escola de Caligrafia e Iluminura Persas (aberta em abril de 2002).
É membro da Sociedade Iraniana de Caligrafia, International Association of Art da UNESCO, La Maison des Artistes de France e do Centro de Artes Plásticas do Ministério da Cultura do Irã. 

## Biografia
Começou a aprender a arte da caligrafia persa aos 14 anos com Mohammad Zaman Ferasat e Mehdi Fallah Moghadam em sua cidade natal de Babol. Aos 19 anos mudou-se para Teerã para estudar no instituto da Sociedade Iraniana de Caligrafia, com os mestres Gholam Hossein Amirkhani e Yadollah Kaboli Khansari. Obteve o título de mestre-calígrafo, enquanto também aprendia artes tradicionais iranianas e Design gráfico.
Após quase um ano de sua estadia na Cidade Internacional das Artes a Paris, deu início a um novo estilo abstrato misturado às artes tradicionais persas, nascido das diversas influências da arte contemporânea ocidental e do convivio com artistas do mundo inteiro.
Towhidi Tabari é especialista nos estilos Nasta`liq e Shekasteh.

## Exposições

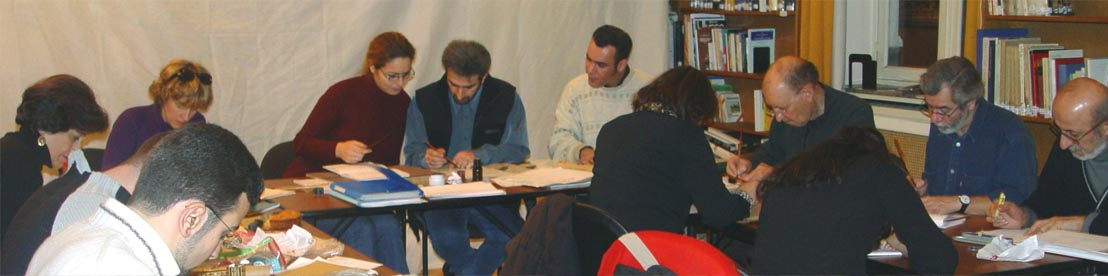
Escola de Caligrafia e Iluminura

Desde a primeira exposição coletiva de que fez parte em 1986 e que iniciou oficialmente sua carreira de mais de 20 anos, teve suas obras expostas em vários países do mundo, entre América, Europa e Ásia, em torno de 50 exposições individuais e 100 coletivas. Algumas delas incluem:
- 1986 Exposição dos Calígrafos Contemporâneos da província do Mazandaran, Irã.
- 1987 National Congress of Calligraphy, Ramsar, Irã.
- 1998 La Maison d'Iran, Paris
- 1999 Museu de Arte Contemporânea de Teerã[3]
- 1999 Biblioteca Nacional da França François Mitterand em comemoração ao poeta persa Hafez
- 1999 Congresso International do poeta persa Omar Khayyam, UNESCO, Paris
- 2002 Academia Libanesa de Belas Artes,[4] Tripoli
- 2004 Biblioteca Nacional da Croácia,[5][6][7] Zagreb, Croácia
- 2005 Exposição de obras baseadas na poesia de Rumi,[8][9][10] Centro Cultural Iraniano, Paris
- 2006 Edição 2006 da Nuit Blanche,[11] no Arquivo Nacional de Paris, França
- 2007 Centro Cultural de Courbevoie,[12] Île-de-France, França

## Escola de Caligrafia e Iluminura Persa de Paris
A Escola de Caligrafia e Iluminura Persa de Paris foi aberta em Abril de 2002. É a primeira de seu gênero na França e mais de 300 alunos já freqüentaram seus cursos, com alguns destes tendo alcançando um alto nível de qualidade. A escola permite a entrada a vários níveis, desde o iniciante que deseja conhecer os princípios básicos da caligrafia ou iluminura persa até o aluno avançado que busca obter uma formação; já conferiu certificados a alguns dos primeiros alunos, permitindo exposições de suas próprias obras. 
Towhidi Tabari também efetuou vários workshops de caligrafia e iliminura persa em diversas cidades e instituições francesas - como o workshop de 3 dias na sede parisiense da companhia Air France (2004) ou durante a Nuit Blanche de 2006 no Arquivo Nacional de Paris.

## Prêmios
- 1997 Vencedor do Festival Towhid, Centro Cultural Bahman, Teerã, Irã.
- 2000 Vencedor do Festival de Arte Sacra Islâmica do Ministério da Cultura Iraniano.
- 2002 Medalha da Academia Libanesa de Belas Artes,[4] Tripoli
- 2003 Carta de agradecimento do ex-presidente francês Jacques Chirac
- 2004 Prêmio Caillebotte da cidade de Yerres, França
- 2004 Certificado da Academia de Belas Artes de Zagreb, Croácia.

## Conferência
- 2004 Academia de Belas Artes[13] de Zagreb, Croácia